# Raimo Pajusalu
Raimo Pajusalu est un joueur estonien de volley-ball né le 1er février 1981 à Pärnu. Il mesure 2,00 m et joue central. Il totalise 110 sélections en équipe d'Estonie.

## Clubs
| Club                 | De        | À         |
| -------------------- | --------- | --------- |
| ESS Falck Pärnu      | 2000-2001 | 2003-2004 |
| Audentes Tallinn     | 2004-2005 | 2004-2005 |
| Hypo Tirol Innsbrück | 2005-2006 | 2005-2006 |
| Knack Roeselare      | 2006-2007 | 2008-2009 |
| Rennes Volley 35     | 2009-2010 | 2013-2014 |

## Palmarès
- MEVZA
  - Finaliste : 2006
- Championnat de Belgique (1)
  - Vainqueur : 2007
  - Finaliste : 2008, 2009
- Coupe de Belgique
  - Finaliste : 2007, 2008
- Supercoupe de Belgique (1)
  - Vainqueur : 2008
- Championnat d'Autriche (1)
  - Vainqueur : 2006
- Coupe d'Autriche (1)
  - Vainqueur : 2006
- Championnat d'Estonie (4)
  - Vainqueur : 2001, 2002, 2003, 2004
- Coupe d'Estonie (4)
  - Vainqueur : 2001, 2002, 2003, 2004
- Coupe de France (1)
  - Vainqueur : 2012